# Ильмений
Ильме́ний (лат. ilmenium, {\displaystyle {\ce {Il}}}) — предложенное название нового химического элемента, об открытии которого заявил химик И. Р. Герман (Hans Rudolph Hermann) в 1846 году, но, как было обнаружено в ходе дальнейших исследований, за новый элемент была принята смесь ниобия и тантала.
Анализируя минерал самарскит, Герман пришёл к выводу, что в нём содержится элемент, похожий на тантал и ниобий. Химическое сходство ниобия и тантала усложняло приготовление чистых образцов этих металлов, поэтому было предложено несколько новых элементов, которые, как позже выяснилось, представляют собой смеси ниобия и тантала (в частности, такой смесью был новый элемент пелопий, «открытый» несколько раньше в том же 1846 году Генрихом Розе, первооткрывателем ниобия). 
Герман полагал, что атомный вес ильмения составляет 376,5 а.е.м.
Различие между танталом и ниобием (а также тот факт, что другие подобные им элементы отсутствуют) было окончательно продемонстрировано в 1864 году Христианом Вильгельмом Бломстрандом и Анри Этьеном Сент-Клером Девилем, а также Луи-Жозефом Трустом (L. J. Troost), который определил формулы некоторых соединений в 1865 году и, наконец, швейцарским химиком Жаном Шарлем Галиссаром де Мариньяком. Хотя было доказано, что ильмений представляет собой лишь смесь ниобия и тантала, Герман продолжал публиковать статьи об ильмении в течение нескольких лет.
Название «ильмений» — отсылка к Ильменским горам, группе хребтов на Южном Урале, где (у города Миасс) был найден исходный минерал.